# Тайбэйский зоопарк
Тайбэйский зоопарк (кит. 臺北市立動物園) — крупнейший и самый старый зоопарк на Тайване. В 1914 году в пригороде Тайбэя Юаньшань был основан частный зоологический сад. В 1915 году японская администрация на Тайване выкупила зоосад и преобразовала его в государственный зоопарк. После второй мировой войны зоопарк был передан правительству Китайской Республики. В 1986 году зоопарк переместили в район Мучжа (ныне часть района Вэньшань). На сегодняшний день зоопарк является государственным учреждением, основные задачи которого — рекреационная, природоохранная и научно-исследовательская деятельность. Зоопарк занимает 165 гектаров, из них 90 гектаров открыты для посещения. Тайбэйский зоопарк ежегодно принимает более четырёх миллионов туристов.

## Основные экспозиции

### Отделение фауны Тайваня
В вольерах этого отделения можно увидеть животных, обитающих на Тайване, таких как гималайские медведи, крыланы, панголины и выдры.

### Отделение фауны азиатских экваториальных лесов
В этом отделении представлены животные Южной и Юго-Восточной Азии.

### Отделение животных пустыни
В этом отделении можно увидеть верблюдов, сернобыков и различные виды антилоп.

### Отделение африканской фауны
Отделение занимает 6 гектаров и в нём представлены 45 видов африканских животных. В этом отделении можно увидеть жирафов, африканских слонов, носорогов, львов и леопардов.

### Отделение австралийской фауны
В австралийском отделении можно увидеть казуаров, эму и кенгуру. Также с 1999 года существует павильон коалы — одно из самых посещаемых мест в зоопарке. В 2003 году коалы дали потомство. Детёныша назвали Q-be.

### Мир птиц
Отделение занимает 4 гектара. В нём можно увидеть более 130 видов птиц.

### Павильон насекомых
В павильоне можно посмотреть на разные виды насекомых и узнать об их строении и происхождении. Также в павильоне есть выставка изобретений, которые были придуманы в результате наблюдения за насекомыми. Рядом находится оранжерея, в которой можно посмотреть на бабочек.

### Павильон пингвинов
В тайбэйском зоопарке есть два вида пингвинов: королевский и очковый. В 2001 году в зоопарке родился королевский пингвинёнок.

### Павильон панды
В тайбэйском зоопарке есть две панды. Их зовут Туань-туань и Юань-юань. Для них был построен трёхэтажный павильон с тремя секциями. Летом температура поддерживается на уровне 18-22°С, а зимой используется естественная вентиляция. Влажность воздуха в павильоне — 60-70%. На третьем этаже павильона находится международный конференц-зал.
В китайском языке слово «туаньюань» означает «воссоединение в кругу семьи». Передача двух панд тайбэйскому зоопарку стала шагом к улучшению отношений между Китаем и Тайванем.